# Chorásán Razaví
Chorásán Razaví (persky استان خراسان رضوی‎) je provincie na severovýchodě Íránu. Jejím centrem je druhé největší město Íránu Mašhad. Rozloha je 144 681 km² a v roce 2006 zde žilo 5 593 079 obyvatel. Provincie vznikla v roce 2004 administrativním rozdělením provincie Chorásán na Chorásán Razaví, Severní Chorásán a Jižní Chorásán.